# На раскршћу (филм)
На раскршћу (енгл. Now, Voyager) је америчка романтична драма из 1942. године, са Бети Дејвис у главној улози. Освојио је Оскар за најбољу музику, а био је номинован и у категоријама најбоља главна и најбоља споредна глумица. Амерички филмски институт га је сврстао међу 100 најлепших љубавних филмова свих времена. Од 2007. под заштитом је Националног филмског регистра Сједињених Држава, као филм од културног, историјског и естетског значаја.

## Радња
Шарлота Вејл је одавно прешла тридесету, а још увек живи са мајком – себичном и конзервативном диктаторком. Носи наочаре са врло дебелим и ружним оквиром, коса јој је прошарана седим власима, увек хода уплашено и спуштеног погледа, због чега је често извргнута подсмесима своје детињатсе нећаке. Њена сестра једног дана, упркос противљењима њихове мајке, доводи психолога који би мало попричао са Шарлотом и открио због чега је толико инфериорна и шта је то тера да води асоцијалан живот. Он открива да је за све то крива њихова мајка, чији је строгоћа и себичлук својствен старим људима, утицали на то да Шарлот никада не стекне самопоуздање и да заувек буде, како сама каже, тета–уседелица. По наговору лекара, Шарлота на шест месеци одлази у санаторијум, а после тога на крстарење Пацификом, где упознаје згодног Џерија. Када се вратила кући, породица је била затечена. Ружно паче које је су послали на опоравак, претворило се у више него атрактивну и самоуверену даму. Међутим, Шарлотини проблеми још увек нису решени. Неки чак тек почињу...

## Улоге
| Глумац         | Улога        |
| -------------- | ------------ |
| Бети Дејвис    | Шарлота Вејл |
| Пол Хенрид     | Џери         |
| Гледис Купер   | гђа. Вејл    |
| Клод Рејнс     | др Џекит     |
| Илка Чејс      | Лиза Вејл    |
| Бонита Гранвил | Џун Вејл     |